# Sabahtritia sarawak
Sabahtritia sarawak är en kvalsterart som beskrevs av Sandór Mahunka 1996. Sabahtritia sarawak ingår i släktet Sabahtritia och familjen Synichotritiidae. Inga underarter finns listade i Catalogue of Life.